# Instituto Guttmann
El Institut Guttmann es un hospital de neurorrehabilitación, inaugurado el 27 de noviembre de 1965 en Barcelona. Fue el primer hospital de España dedicado a la rehabilitación de personas con lesión medular, introduciendo al país las técnicas desarrolladas unos años antes por Ludwig Guttmann, en homenaje a quien lleva su nombre.
Su primer director médico fue el Dr. Miquel Sarrias Domingo, discípulo del profesor Josep Trueta en Oxford y del propio doctor Guttmann en Stoke Mandeville (Inglaterra). 
Situado en Badalona desde el 2002, es un hospital de referencia para el tratamiento médico-quirúrgico y la rehabilitación integral y holística de personas afectadas por una lesión medular, un daño cerebral adquirido u otra discapacidad de origen neurológico. 
La Fundación Institut Guttmann, titular del hospital, fue constituida en 1962 por el Sr. Guillermo González Gilbey, quien, al quedar tetrapléjico tras un accidente de tráfico en 1958, fue tratado en el Hospital de Stoke Mandeville por el Dr. Guttmann. En su regreso a Cataluña decidió impulsar, junto a otras personas, el nuevo hospital.
En 1995, el Institut Guttmann fue reconocido por la Generalidad de Cataluña con la Cruz de Sant Jordi, y en 2001 con la Placa Josep Trueta al mérito sanitario. El año 2015, con motivo del 50 aniversario de la inauguración del hospital, recibió la Medalla de Honor del Parlament de Catalunya.